# کسی در خانه نیست (فیلم)
کسی در خانه نیست (انگلیسی: Nobody Home) یک فیلم به کارگردانی المر کلیفتون است که در سال ۱۹۱۹ منتشر شد.